# Ховенден, Томас
Томас Ховенден (англ. Thomas Hovenden; 28 декабря 1840[…], Данмануи, Манстер — 14 августа 1895[…], Плимут-Митинг, Пенсильвания) — американский художник.

## Биография

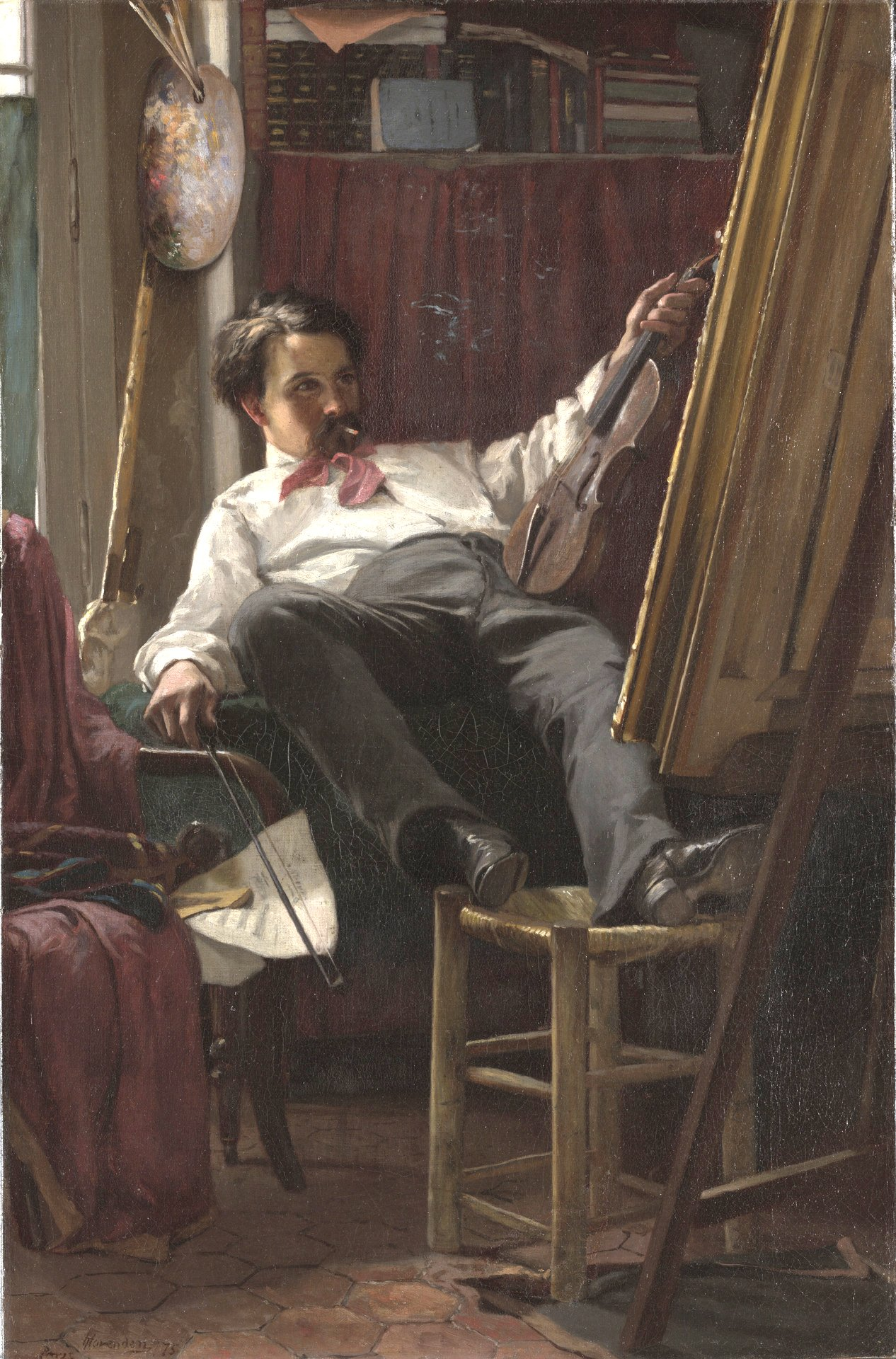
Автопортрет, 1875, Художественная галерея Йельского университета

Родился в 1840 году в Ирландии, в Данмануи (графство Корк). Осиротел во время Великого голода в Ирландии. Рос в сиротском приюте, в дальнейшем был отдан в ученики к ремесленнику, занимавшемуся резьбой и золочением деталей мебели, церковного убранства и т.д. В Корке посещал занятия в Школе прикладного искусства. 
В 1863 году иммигрировал в Соединенные Штаты, где учился в Национальной академии дизайна в Нью-Йорке. В 1868 году переехал из Нью-Йорка в Балтимор, а к 1874 году накопил достаточно денег, чтобы отправиться в Париж. Там Ховенден учился в Высшей школе изящных искусств в мастерской Александра Кабанеля, а также посещал колонию американских художников-реалистов в Понт-Авене на побережье Бретани (до того, как Поль Гоген, основал там свою художественную школу). 
В 1880 году Ховенден вернулся в США, где вскоре стал членом Общества американских художников и членом-корреспондентом Национальной академии дизайна (с 1882 года — действительный член). В 1881 году Ховенден женился в США на Хелен Корсон, художнице, происходившей из семьи аболиционистов, с которой познакомился в Понт-Авене. Супруги поселились в доме, ранее принадлежавшем отцу Хелен, в штате Пенсильвания поблизости от Филадельфии.
В 1884 году создал картину «Последние мгновения Джона Брауна», изображающую лидера вооружённого крыла аболиционистов в день его казни (1859). Сегодня существуют по меньшей мере две авторские версии этой картины, одна из которых находится в коллекции Музея де Янга в Сан-Франциско, а другая в Нью-Йорке, в Метрополитен-музее.  
В 1886 году Ховенден стал профессором живописи и рисунка в Пенсильванской академии изящных искусств, заменив на этом посту Томаса Икинса, который был уволен из-за приглашения обнажённых натурщиков, что было неприемлемым для консервативных американцев того времени. Среди учеников Ховендена были скульптор  Александр Стирлинг Колдер и художник Роберт Генри.
В возрасте 54 лет Ховенден погиб, попав под поезд на железнодорожном переезде неподалёку от своего дома.

## Галерея

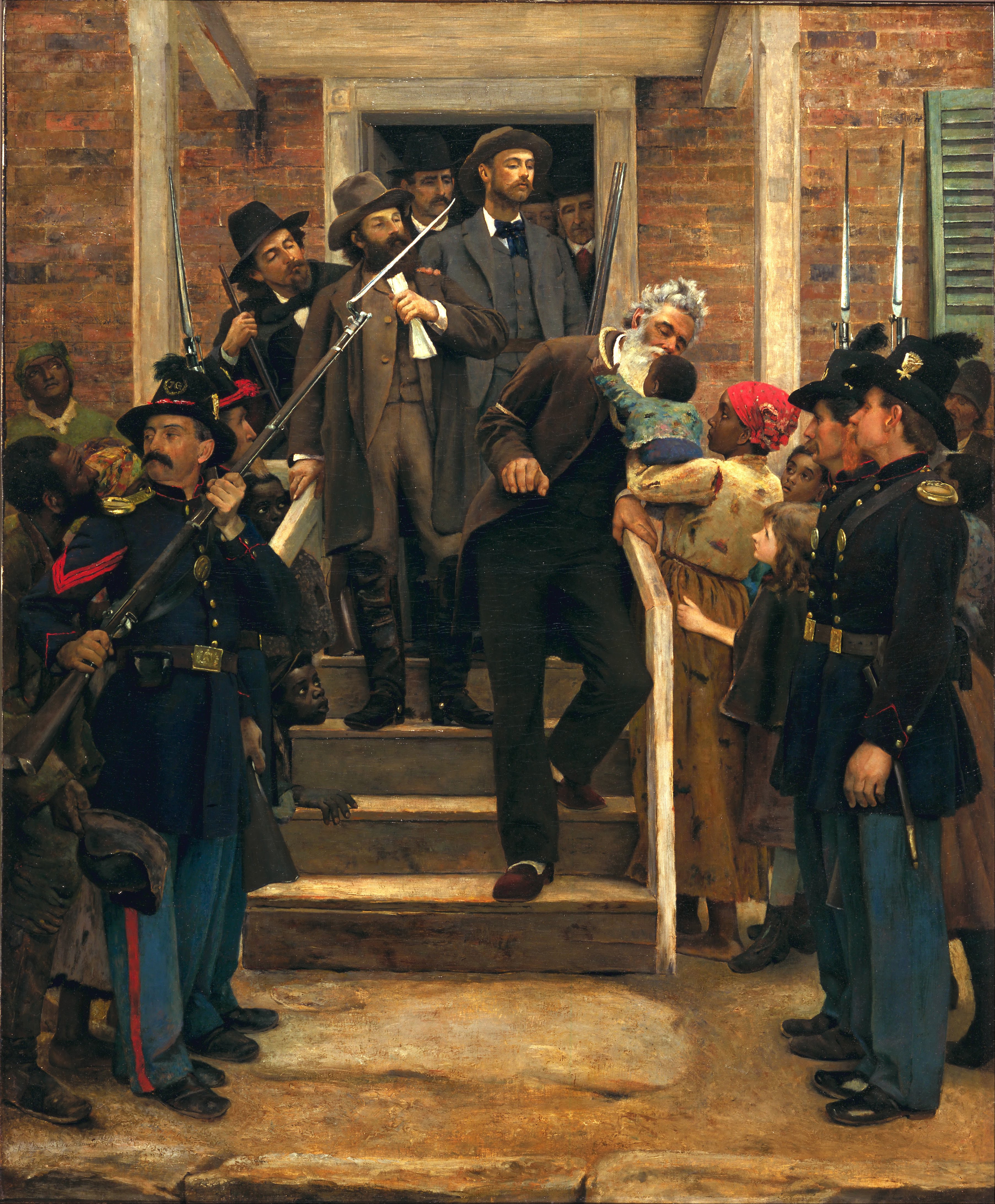
«Последние мгновения Джона Брауна», ок. 1884, Музей изобразительных искусств Сан-Франциско
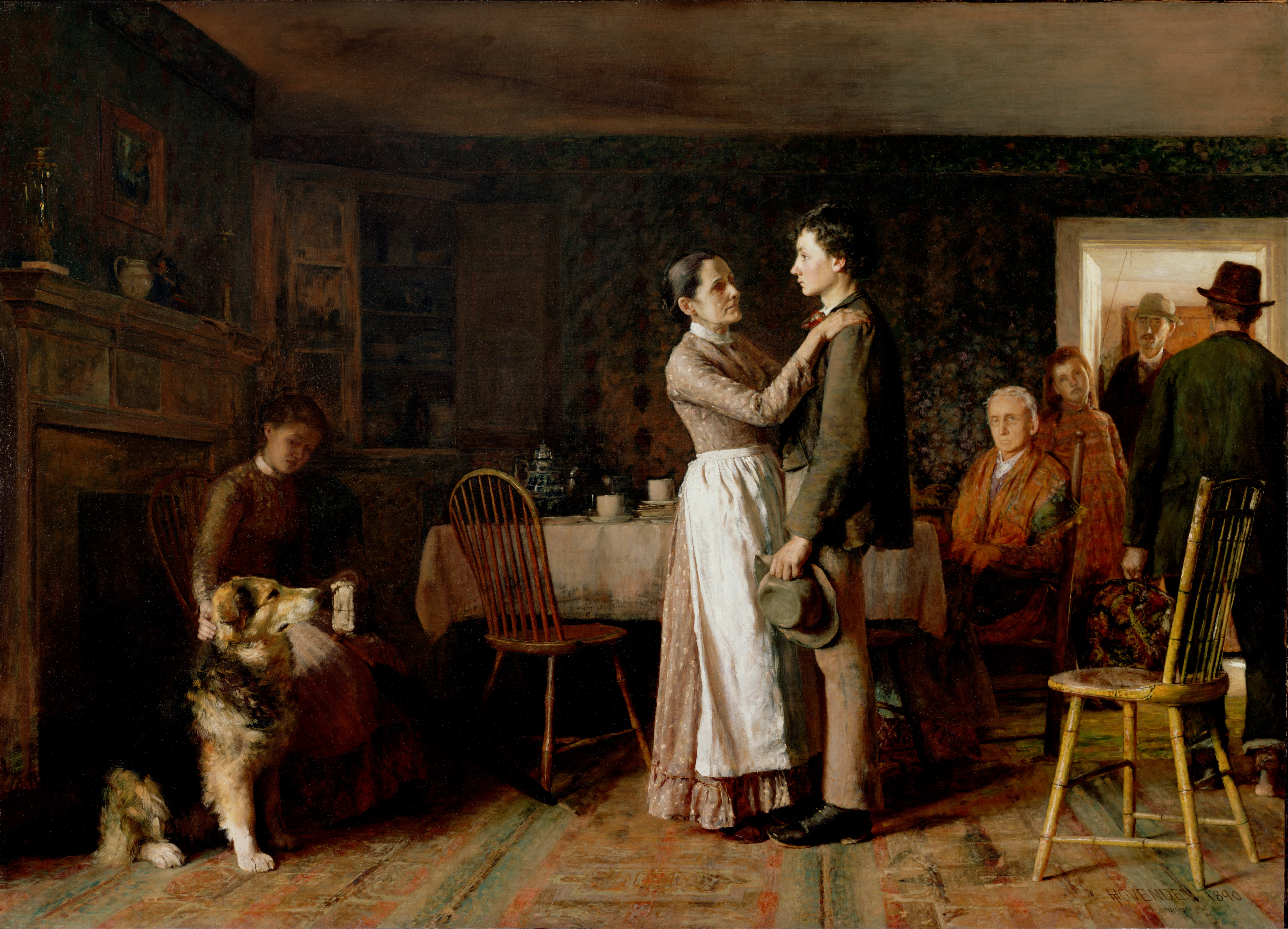
«Разрыв семейных связей», 1890, Художественный музей Филадельфии
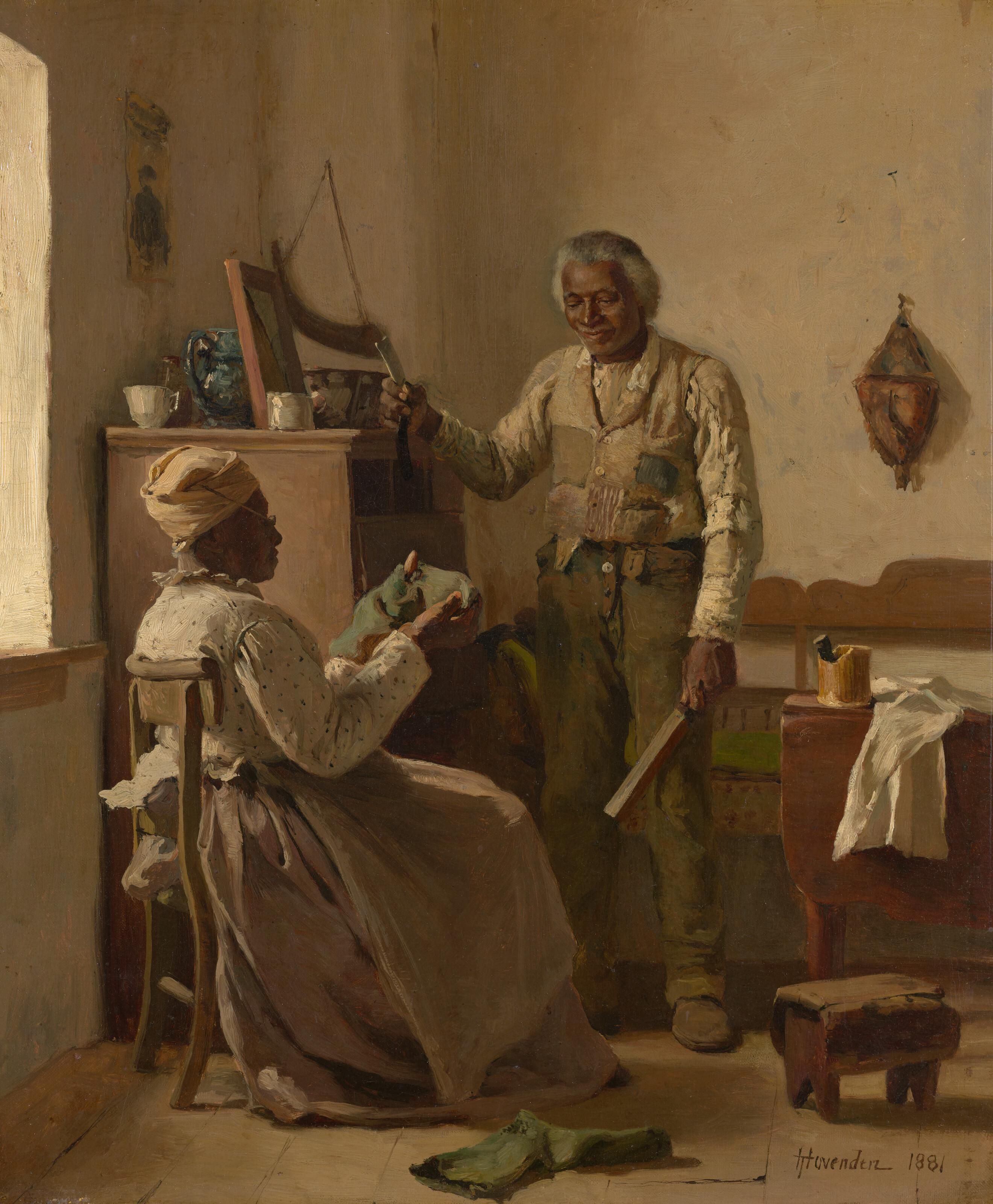
«Воскресное утро», 1881
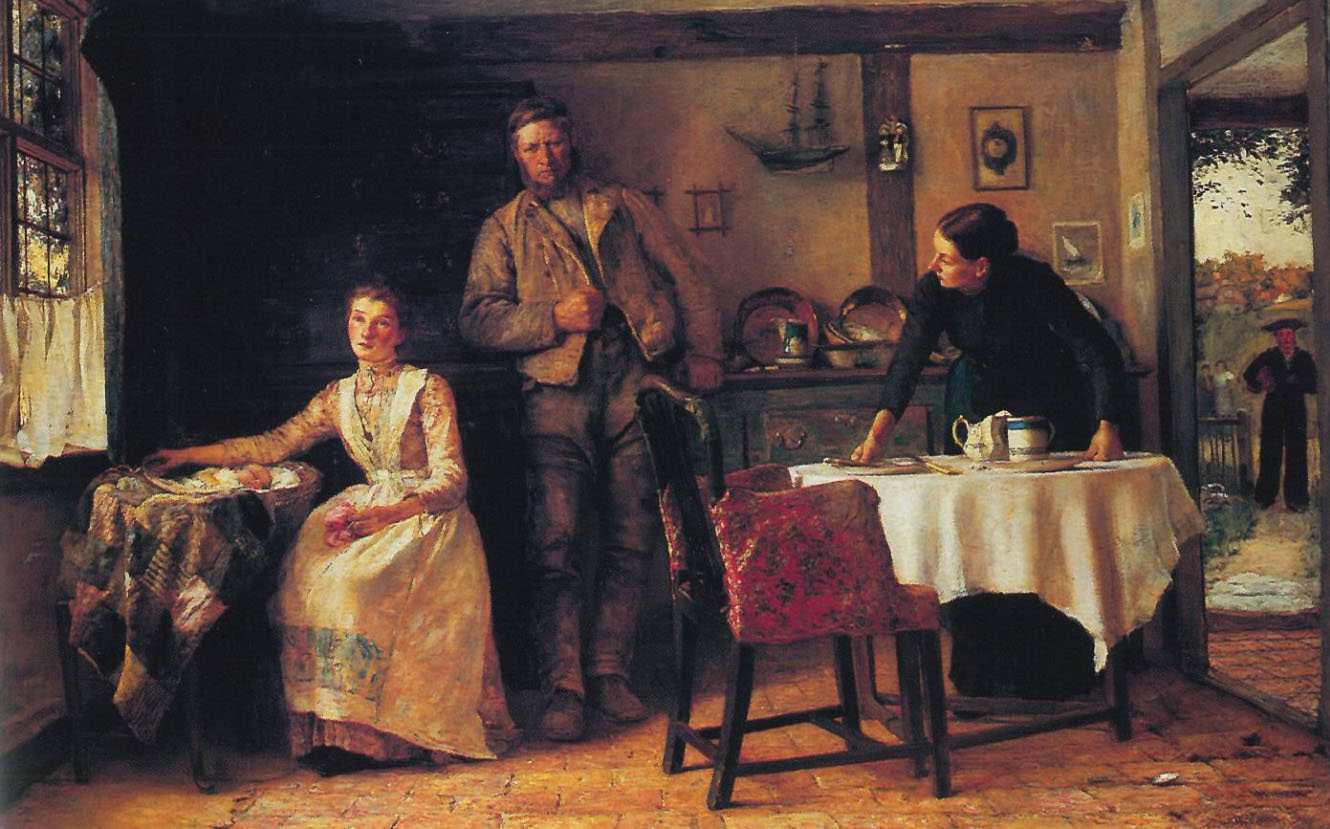
«Надежда умирает последней» (родители ожидают возвращения сына-моряка), 1892
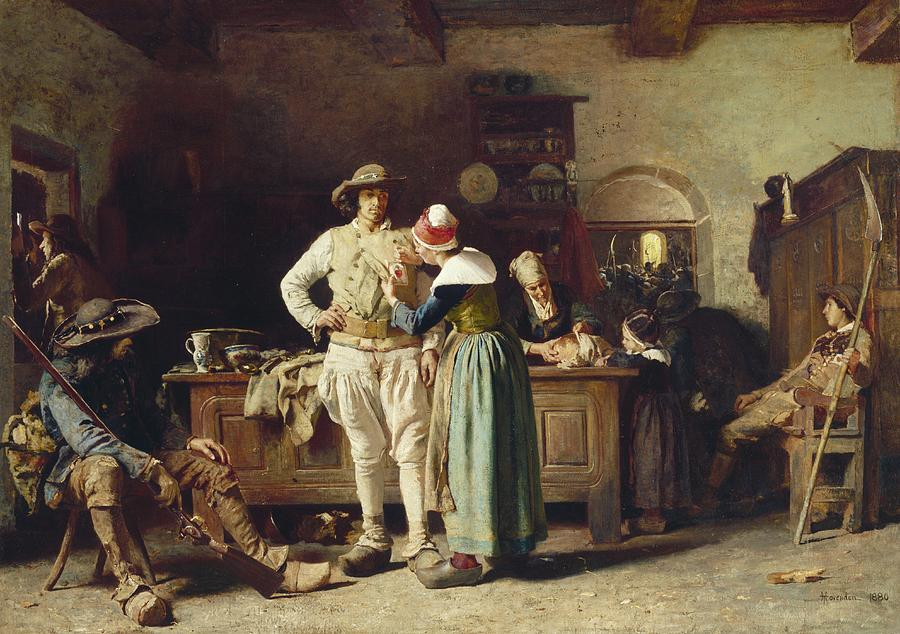
Вандейские повстанцы, 1880
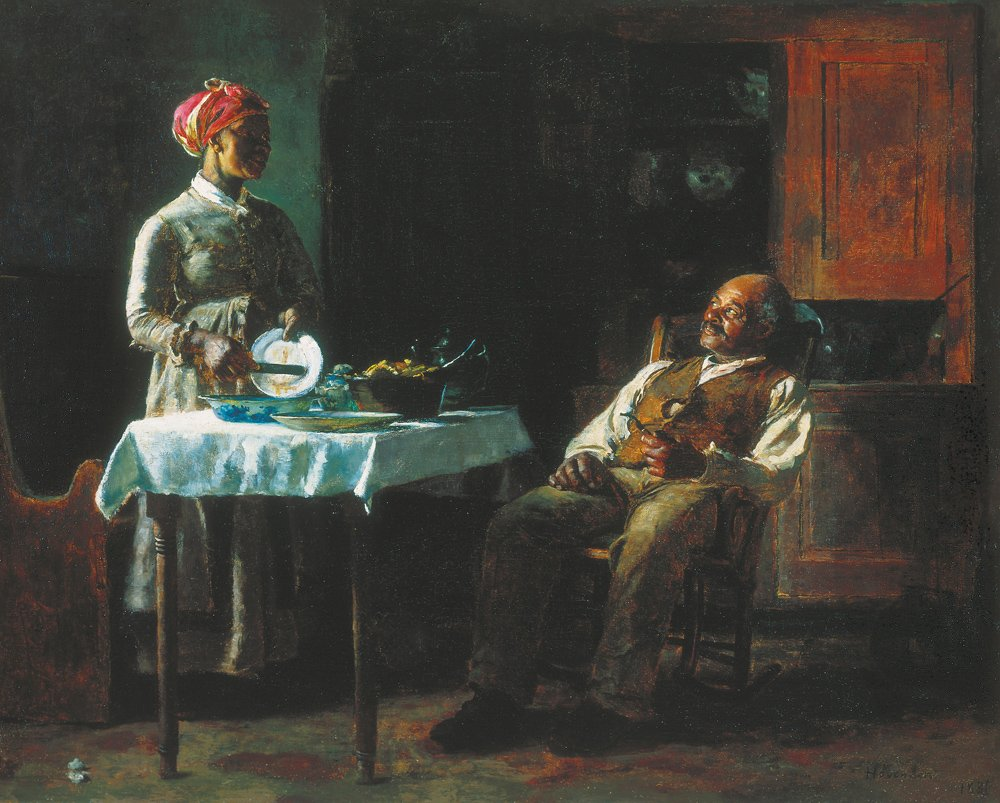
После обеда, 1881, Городской музей, Колумбус (Джорджия)
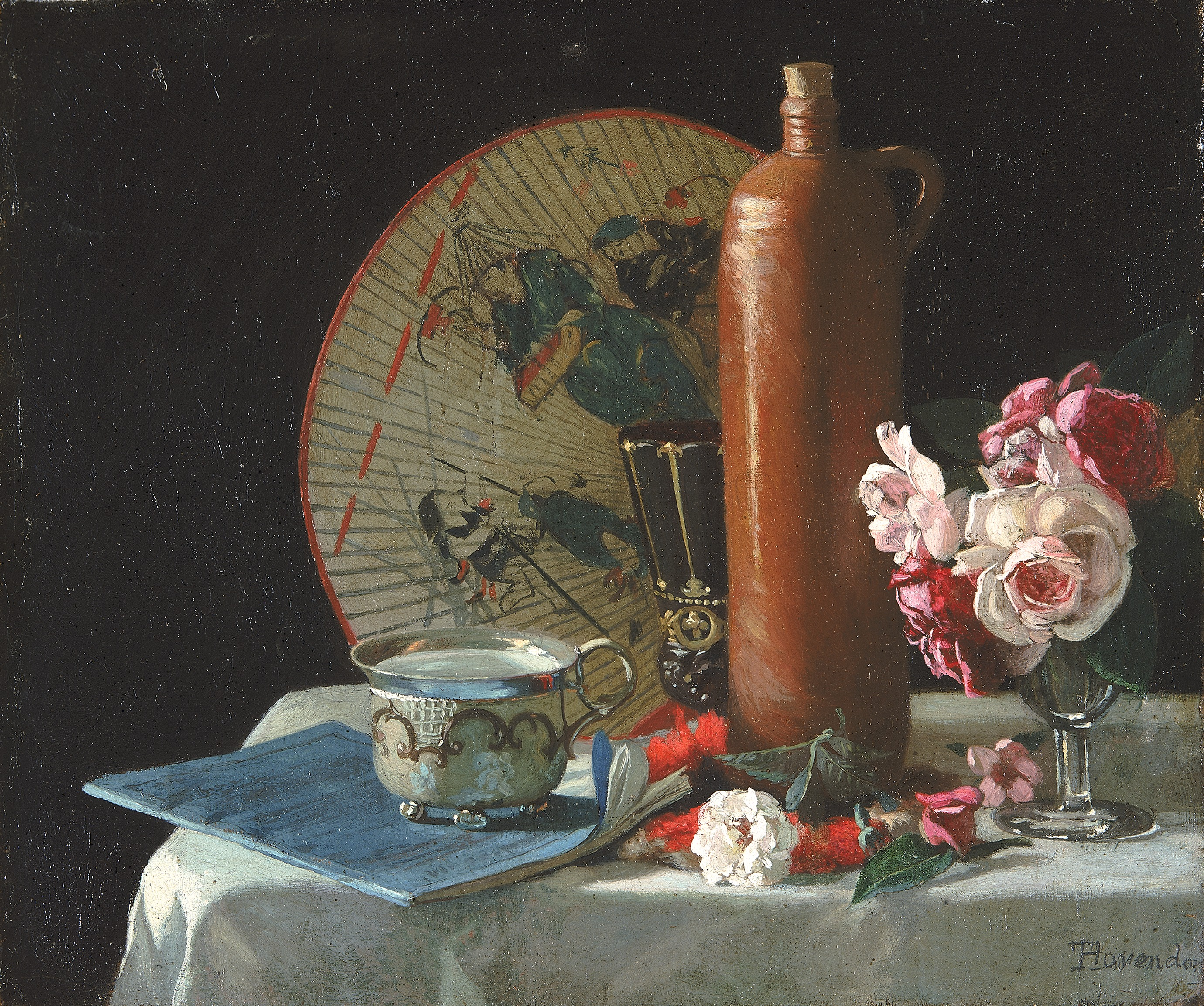
Натюрморт с веером и розами, 1874, Смитсоновский музей американского искусства